# Samira Sahraoui
 (signalé en mai 2025).
Si vous disposez d'ouvrages ou d'articles de référence ou si vous connaissez des sites web de qualité traitant du thème abordé ici, merci de compléter l'article en donnant les références utiles à sa vérifiabilité et en les liant à la section « Notes et références ».
- Archive Wikiwix
- Bing
- Cairn
- DuckDuckGo
- E. Universalis
- Gallica
- Google
- G. Books
- G. News
- G. Scholar
- Persée
- Qwant
- (zh) Baidu
- (ru) Yandex
- (wd) trouver des œuvres sur Wikidata

Pour les articles homonymes, voir Sahraoui.
Samira Sahraoui (en arabe : سميرة صحراوي) est une actrice algérienne connue pour avoir joué Meriem dans la série télévisée Djemai Family.

## Biographie
Elle fait partie de la vague des années 90. Fonde avec Abdelhak Benaldjia (décédé en 1995) la troupe Besma (Sourire) et s'adresse d'abord aux enfants avant de s’intéresser au public des adultes.

## Filmographie
- 1999 : Kalam wa Ahlam
- 1999-2000 : Jouha : Lounja
- 2000 : Douar El-Chaouiya
- 2003 : El-Koussouf
- 2004 : Jouha 3 : Lounja
- 2005 : Mouftereq El-Toroq : Zineb
- 2006 : Binatna
- 2007 : Elayali El-Bayda
- 2007 : Rendez-vous avec le destin : La femme de ménage
- 2008-2011 : Djemai Family : Meriem
- 2009 : Djourouh El-Hayet
- 2009 : Le Médaillon : La Psychologue
- 2013 : Switchers : La Maîtraisse
- 2016 : Bouzid Days : Meriem ()